# 精英電腦
精英電腦股份有限公司（英語：Elitegroup Computer Systems，臺證所：2331），簡稱精英電腦或ECS，成立於1987年，為電腦主機板產品專業設計、製造之廠商，為全球經銷商設計並製造桌上型電腦、筆記型電腦、伺服器、主機板、無線通訊方案、可攜式裝置、迷你電腦及車用充電樁。
近幾年精英電腦已從主機板和電腦製造商，擴展為解決方案提供商，並提供客製化的電腦軟硬體設計服務，推出自有品牌LIVA迷你電腦系列。
精英電腦總部位於台灣，並於全球主要城市分別在北美、歐洲，中國、韓國及日本設有營運據點，位於中國及泰國的製造工廠符合ISO 9001、以及 ISO 14001規定並取得認證。

## 歷史
- 1987年，成立電腦主機板設計及製造公司。
- 1994年，成為台灣第一家掛牌上市的主機板公司
- 2006年，合併大同公司個人電腦事業部門筆記型電腦廠志合電腦
- 2022年10月1日，成立旗下子公司精強科技。

## 外部連結
- （繁體中文） 精英電腦 （页面存档备份，存于）
- ECS 精英電腦的Facebook專頁